# Nicolau Raurich
Nicolau Raurich i Petre (Barcelona, 2 de julio de 1871-17 de junio de 1945) fue un pintor español, englobado en el llamado posmodernismo catalán.

## Biografía
Estudió en la Escuela de la Lonja de Barcelona, donde fue discípulo de Antonio Caba, Lluís Rigalt y Eliseo Meifrén, por lo que sus primeras obras son aún de estilo realista. Amplió estudios en Roma, Madrid, París, Londres y Múnich. Fue miembro del Círculo Artístico de San Lucas. Trabajó como ilustrador para la revista Blanco y Negro. Formaron parte de su obra temprana cuadros como La laguna de Castell de Fels, La Virgen de la Laguna, Estanque de Remolá, Riberas del Ter y estudios del Escorial, Aranjuez y Guadalajara.
Raurich se centró en un paisajismo de técnica personal, que aunaba un potente colorido de tonos contrastados y casi puros con una materia de fuerte grosor, con una corporeidad que potenciaba el color y la luz —se llegó a decir de él que era de los pocos que había sabido captar la esencia de la luz mediterránea, superando incluso las mejores técnicas impresionistas—, una técnica que abrió camino al arte del siglo XX, tanto figurativo como abstracto. Destacó también en sus cuadros nocturnos y practicó también el retrato y la naturaleza muerta.
Participó en diversas exposiciones, en algunas de las cuales recibió varias distinciones: mención de honor en la Exposición Nacional de 1892; segunda medalla en la Nacional de 1897; mención de honor en el Salón de la Sociedad de Artistas Franceses de 1900; y primera medalla en las Exposiciones Internacionales de Atenas (1903) y Barcelona (1907) y en la de Artes e Industrias de México (1910).

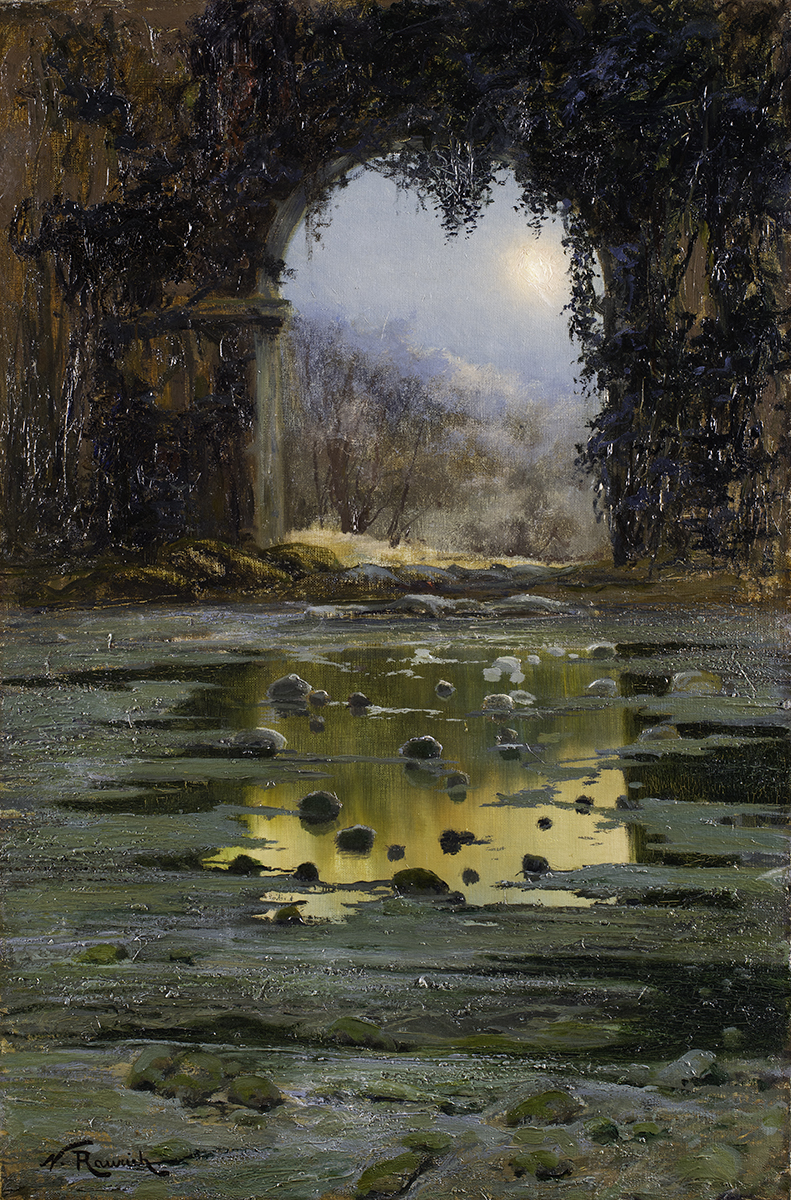
Paisaje puente (1900-1901)
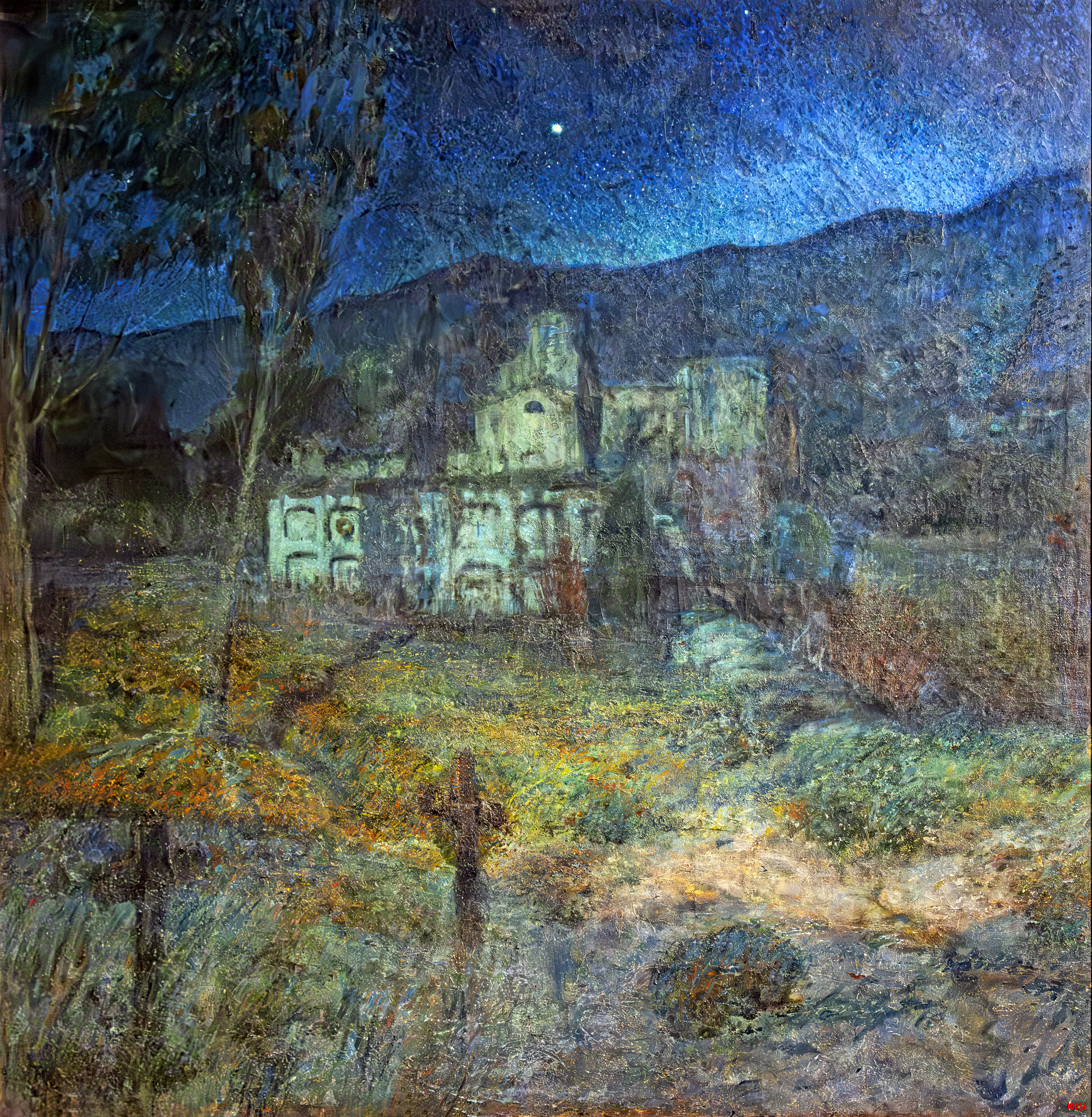
Soledad Museu Nacional d'Art de Catalunya
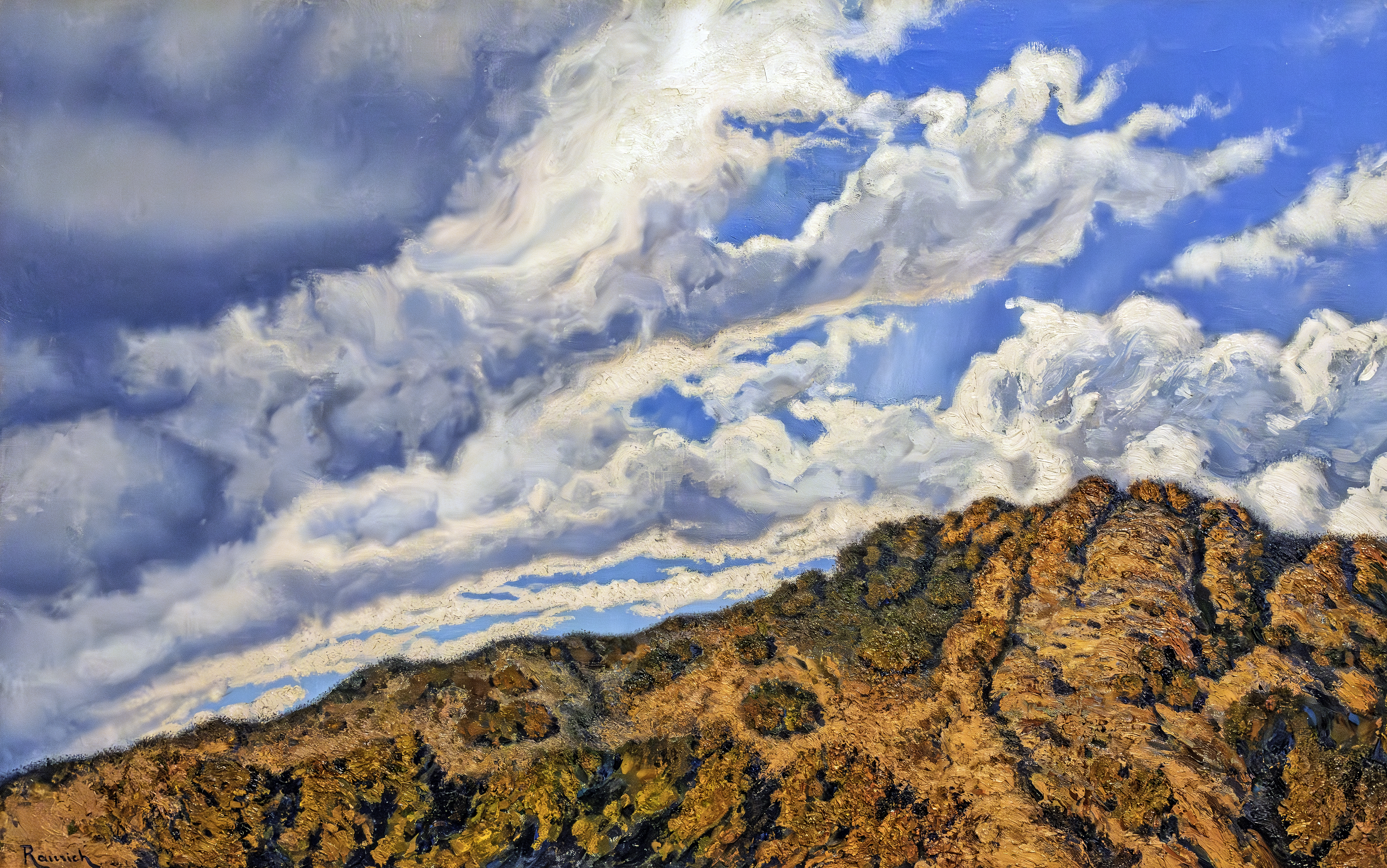
Tierra del Este Museu Nacional d'Art de Catalunya
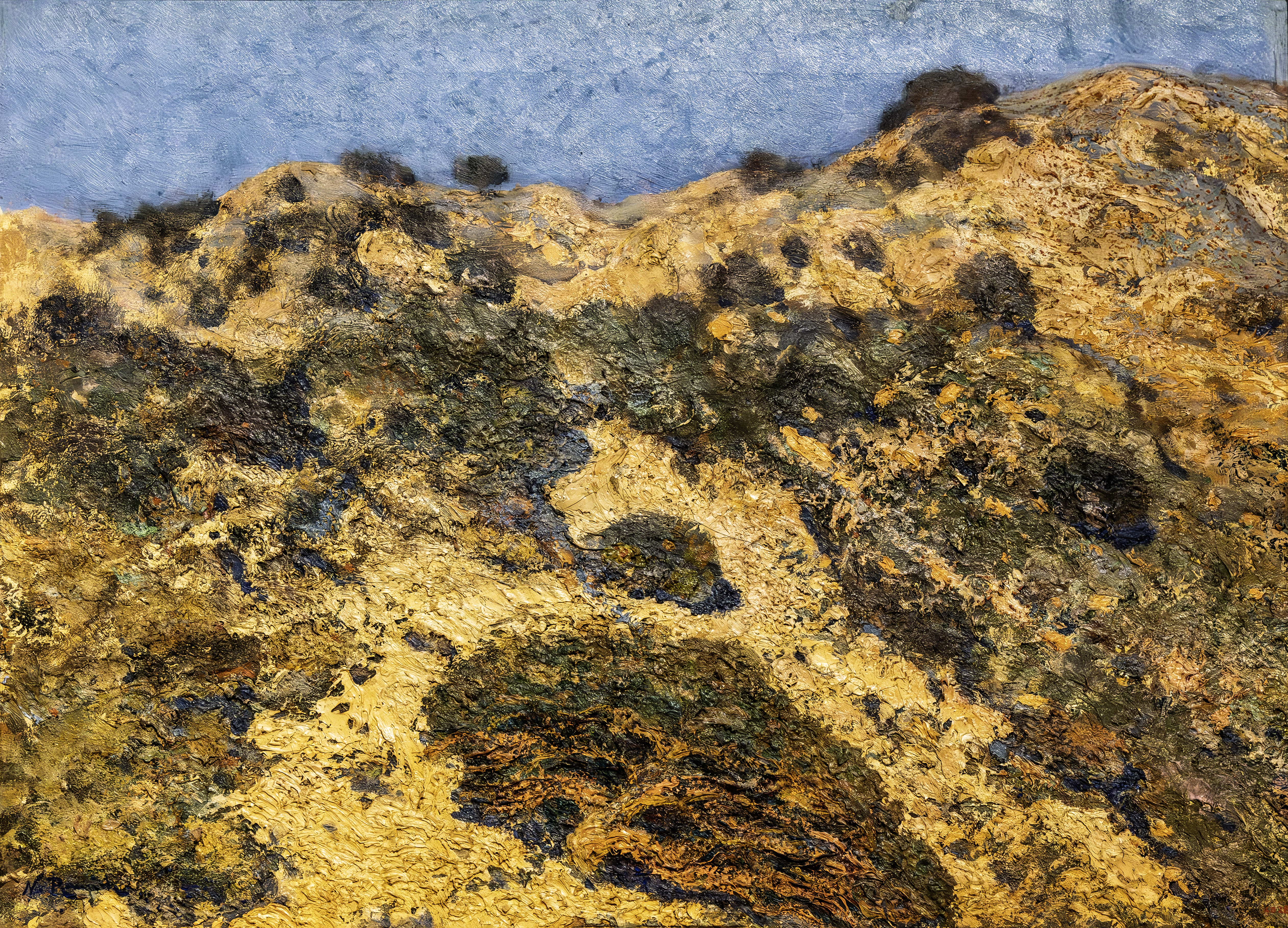
Terrers (Montgat) Museu Nacional d'Art de Catalunya
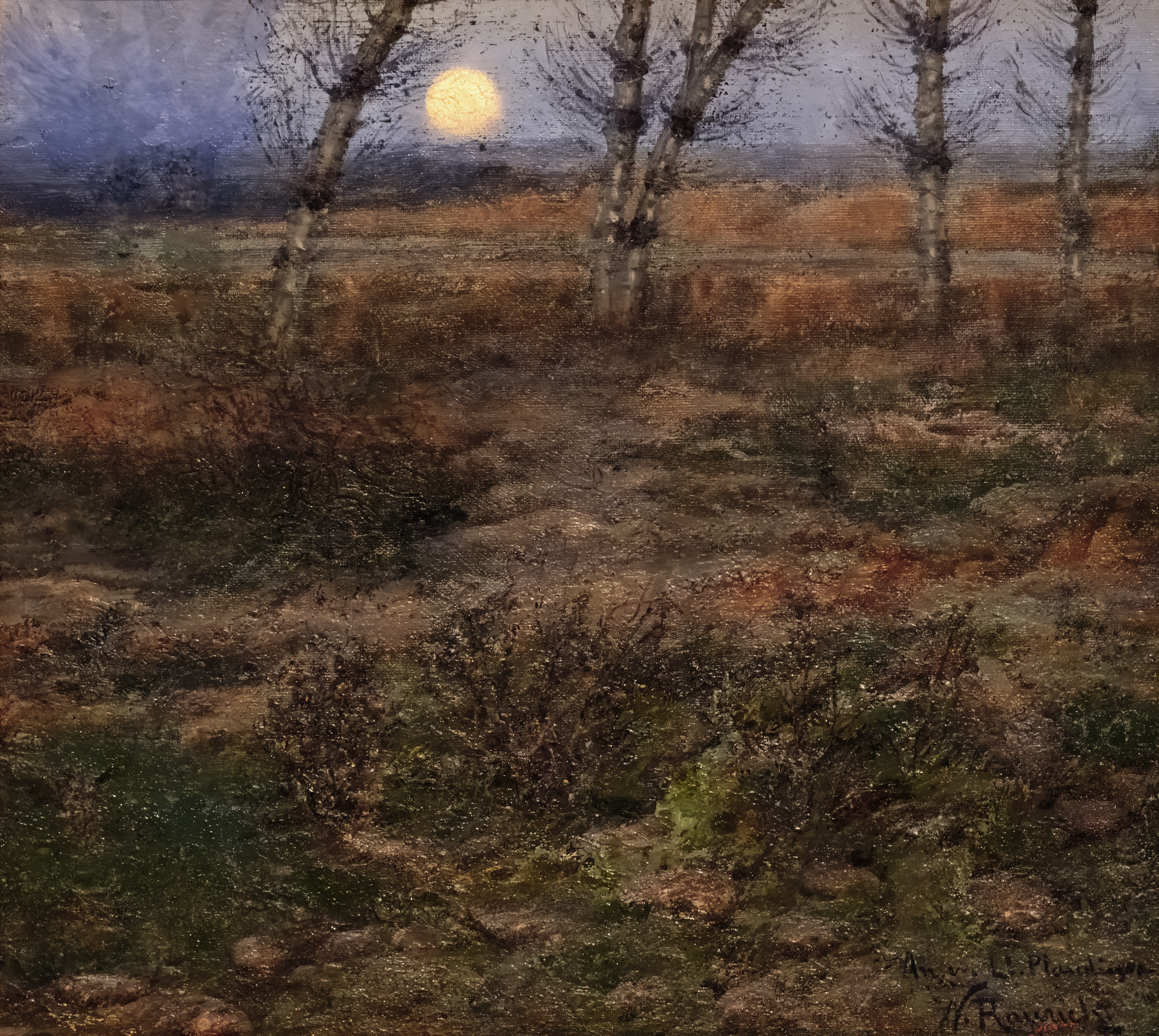
El Prat de Llobregat Museu Nacional d'Art de Catalunya
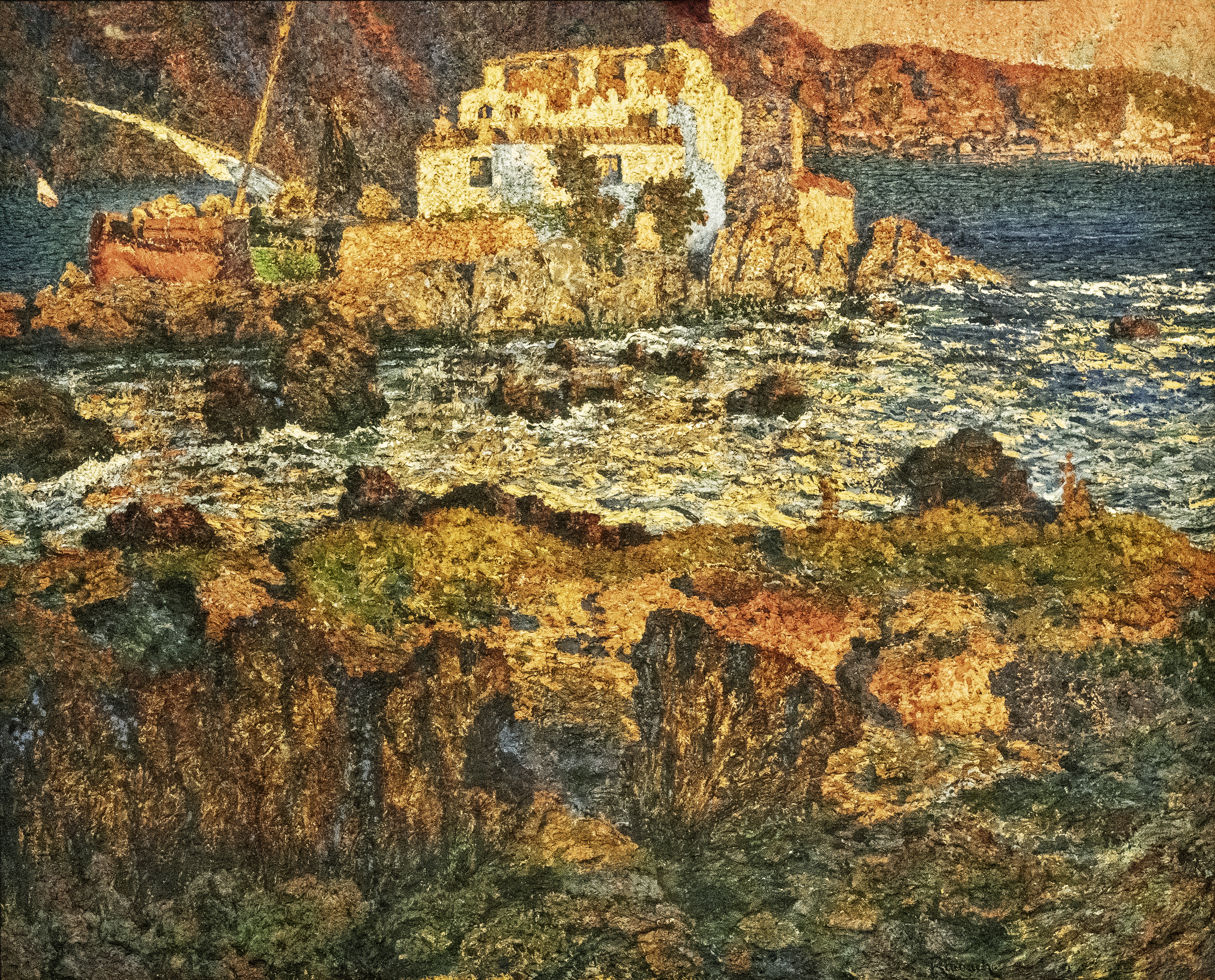
Mar latina Museu Nacional d'Art de Catalunya